# Charadrius sheppardianus
Charadrius sheppardianus — викопний вид птахів родини Сивкові (Charadriidae). Скам'янілі рештки виду знайдені у пластах формації Florissant у штаті Колорадо, США. Скам'янілості датуються олігоценом та зберігаються в Американському музеї природознавства у Нью-Йорку. Автор опису відніс вид до роду Charadrius, проте деякі сучасні дослідники піддають сумніву таку класифікацію.